# Whatcha Gonna Do?
Whatcha Gonna Do? es un álbum de estudio del músico británico de blues rock Peter Green, fundador de Fleetwood Mac y miembro entre 1967-70. Es su cuarto álbum en solitario y se lanzó en 1981, siendo el último con el sello discográfico PVK Records.

## Lista de canciones
- Todas las canciones compuestas por Mike Green (hermano de Peter Green).

1. "Gotta See Her Tonight"
2. "Promised Land"
3. "Bullet in the Sky"
4. "Give Me Back My Freedom"
5. "Last Train to San Antone"
6. "To Break Your Heart"
7. "Bizzy Lizzy"
8. "Lost My Love"
9. "Like a Hot Tomato"
10. "Head Against the Wall"
11. "Woman Don't" - bonus track
12. "Whatcha Gonna Do?" - bonus track

## Personal
- Peter Green - guitarra, voz
- Ronnie Johnson - guitarra
- Roy Shipston - teclados
- Paul Westwood - bajo
- Mo Foster - bajo
- Dave Mattacks - batería
- Lennox Langton - percusión
- Jeff Daly - saxofón

## Producción
- Producido por Peter Vernon-Kell
- Arreglos de Peter Vernon-Kell y Roy Shipston
- Ingeniero de sonido y mezclas - Mike Cooper
- Grabado en Rock City Studios, Shepperton, Londres
- Mezclado en Utopia Studios, Londres